# Escrione di Samo
Escrione (in greco antico: Αἰσχρίων?, Aischríōn; Samo, 350 a.C. circa – ...) è stato un poeta greco antico.

## Biografia
Di Escrione si sa solo che era di Samo (o di Mitilene, come attesta Suda) e che avrebbe accompagnato nella sua spedizione Alessandro Magno. Questa preziosa indicazione situa la sua attività alla metà del IV secolo a.C.

## Opere
Delle opere di Escrione restano 10 frammenti, sei dei quali non testuali, dai quali risulta che avrebbe scritto in esametri e giambi; proprio a proposito di questi ultimi, Ateneo menziona alcuni suoi versi in coliambi, in cui parla Filenide di Samo, che afferma come gli scritti erotici a lei attribuiti sono del retore ateniese Policrate, rifacendosi allo stile di Archiloco e Ipponatte. 
Scrisse anche un'opera in 7 libri (Efemeridi) in versi tetrametri trocaici che dal suo nome vennero denominati "escrionii".